# August Goebel (Unternehmer)
August Goebel (* 1839 in Münstermaifeld; † 26. November 1905) war ein deutscher Unternehmer und Mitgründer der A. Goebel & Company, welche später als Goebel Brewing Company bekannt wurde.

## Biographie
August Goebel wurde im Jahr 1839 in Münstermaifeld geboren. Im Jahr 1856 emigrierte er in die USA. Ursprünglich wollte er sich in Chicago niederlassen, musste jedoch aufgrund von Geldnot in Detroit bleiben. Dort begann er bei Elwoods Bookbindery eine Lehre zum Buchbinder.
Drei Jahre später verpflichtete er sich am 26. Oktober 1859 für das Scott Guards Regiment der Miliz von Michigan. Dort wurde er zum First Sergeant und Sekretär befördert. Während des amerikanischen Bürgerkriegs verpflichtete er sich bei derselben Kompanie, der Kompanie A der zweiten Infanterie von Michigan (Company A, Michigan 2nd Infantry). Im August 1862 wurde er zum Hauptmann befördert. Aufgrund eines Hörschadens musste er vom Frontdienst zurücktreten. Er war jedoch weiterhin als Lieutenant Colonal und Assistant Inspector General tätig. Am 15. April 1891 wurde er ehrenhaft entlassen.
Im Jahr 1873 gründete Goebel gemeinsam mit Theodore Gorenflo die A. Goebel & Company, die zu Goebels Lebzeiten beständig wuchs. 1889 überzeugte August Goebel das „English Syndicate“, eine Investorengruppe aus London, mehrere Brauereien in Detroit aufzukaufen und zusammenzulegen. Die Brauereien wurden der A. Goebel & Company einverleibt. 1890 wurde das Unternehmen offiziell mit einem Kapitalstock von 600.000 US-Dollar als Goebel Brewing Company, Ltd. angemeldet. Erster Präsident und Manager wurde August Goebel, Vizepräsident sein Partner Gorenflo. Goebels Sohn August Jr. wurde Sekretär und Kassenwart im Jahr 1891.
Neben seiner Tätigkeit für die Brauerei war Goebel in mehreren ehrenamtlichen und politischen Ämtern tätig: Er war unter anderem Superintendant of Public Parks, Repräsentant in der Michigan Legislature, Mitglied des Detroit City Councils, amtierender Bürgermeister von Detroit und Präsident des Water Works Board.
Goebel starb im Jahr 1905 infolge einer Krankheit. Er liegt auf dem Elmwood Cemetery in Detroit begraben. Das Amt des Präsidenten der Goebel Brewing Company übernahm Fred Brede.

## Familie
August Goebel heiratete Sophie Hellings. Das Paar hatte elf Kinder, von welchen vier früh verstarben.